# ماركوس روجيريو أوليفيرا دوارتي
ماركوس روجيريو أوليفيرا دوارتي (5 مايو 1985 في البرازيل - ) هو لاعب كرة قدم برازيلي في مركز الوسط. لعب مع غريميو بورتو أليغرينزي ونادي جوفنتودي وLuverdense Esporte Clube ‏ ونادي كاشياس دو سول وركريتيفو أتلتيكو كاتالانو ‏ ونادي أتلتيكو فيروفياريو ونادي فيرانوبوليس وEsporte Clube Cruzeiro ‏ وClube Atlético Taquaritinga ‏ وEsporte Clube Guarani ‏ وEsporte Clube São Luiz ‏ وFutebol Clube Santa Cruz ‏ وPorto Alegre Futebol Clube ‏ وPedrabranca Futebol Clube ‏ ونادي ساو خوسيه.

## وصلات خارجية
- ماركوس روجيريو أوليفيرا دوارتي على موقع قاعدة بيانات كرة القدم.إي يو (الإنجليزية)
- ماركوس روجيريو أوليفيرا دوارتي على موقع Soccerway.com (الإنجليزية)